# Chris McGregor
Chris McGregor, född 24 december 1936 i Somerset West utanför Kapstaden, död 26 maj 1990, var en sydafrikansk jazzpianist, bandledare och kompositör.
McGregor är kanske mest känd för att ha grundat och lett den sydafrikanska sextetten The Blue Notes, som genom åren bland annat bestod av musiker som Dudu Pukwana, Nikele Moyake, Louis Moholo, Johnny Dyani och Mongezi Feza. Han grundade också storbandet Brotherhood of Breath 1969.
McGregor gav också ut tre soloalbum på piano, och medverkade på Nick Drakes album Bryter Layter, där han gjorde ett pianosolo på låten "Poor Boy".